# WWE ’13
WWE ’13 ist eine Wrestling-Sportsimulation, hergestellt von Yuke’s und veröffentlicht von 2K Sports und THQ für PlayStation 3, Wii und Xbox 360. Es ist die Fortsetzung von WWE ’12 und wurde am 30. Oktober 2012 in Nordamerika und 2. November 2012 in Großbritannien veröffentlicht. WWE ’13 ist das zweite WWE-Spiel und das insgesamt vierzehnte in der kombinierten WWF-/WWE-Reihe. Das Cover wird durch den WWE-Superstar CM Punk in der klassischen Straight-Edge-Pose verziert. Es ist zugleich das letzte WWE-Spiel von THQ, bevor das Unternehmen im Januar 2013 nach Insolvenz zerschlagen und die dreizehnjährige Geschäftsbeziehung zwischen WWE und THQ ihr Ende fand.

## Spiel-Features

### Exhibition-Modus
Der Exihibition-Modus ist der normale Modus, in dem der Spieler abseits eines Story-Modus oder dem Universe-Mode Kämpfe austragen kann. Dem Spieler stehen hierbei eine Vielzahl von Matcharten zur Verfügung, die er mit eigens erstellten Regeln verbessern kann, z. B. Falls count anywhere, No DQ u. a.

### Attitude-Ära-Modus
In diesem Jahr wird der Road-to-WrestleMania-Modus durch den Attitude-Ära-Modus ersetzt. In diesem Modus hat man die Möglichkeit als acht der WWE Superstars die historischen Momente zu erleben, dabei kann man 65 Matches bestreiten, die in die Kapitel Rise of DX, Austin 3:16, die Brüder der Zerstörung, The Great One, Mankind und WrestleMania XV unterteilt sind, die man mit den WWE-Superstars The Rock, Steve Austin, Mick Foley, D-Generation X, Kane, Undertaker und Bret Hart spielt. Mithilfe von Bonusaufgaben kann der Spieler jedes Match originalgetreu wie möglich nachspielen. Zudem schalten erledigte Haupt- und Bonusaufgaben weitere Matches sowie zur weiteren Verfügung stehenden Superstars, Funktionen und Arenen frei und das im gesamten Spiel.

### Welt-Modus
Bei dem Welt-Modus (im Original WWE Universe-Modus) findet der Spieler einen ähnlichen Spielmodus wie im Vorgänger. Der Spieler kann Freundschaften und Rivalitäten zwischen Wrestlern bestimmen und die gesamte Welt nach Belieben verändern. Als Anreiz für diesen Modus zählen zufallsgenerierte Storylines, die alle von dem bekannten Wrestling-Funktionär Paul Heyman geschrieben wurden. Dem Verlauf dieser Storyline kann der Spieler in Cutscenes beiwohnen. Mit seinen Handlungen kann er das weitere Geschehen beeinflussen, wodurch der Modus dynamisch bleibt.

### Erstellungs-Modus
Superstars und Divas
Der Spieler hat traditionell die Möglichkeit, 50 weitere Superstars bzw. Diven zu kreieren. Hierfür werden ihm gewisse Kleidungsstücke zur Verfügung gestellt, um den Superstar nach Belieben zu gestalten. Physische Eigenschaften wie Größe, Gewicht oder Körperbau sowie den Lebenslauf mit Ringnamen, Herkunftsort und Gesinnung lassen sich problemlos bis zu einem gewissen Maß einstellen. Als weitere Funktion hat der Spieler die Möglichkeit, die Ringgear der voreingestellten oder von THQ als DLC bereitgestellten Wrestler umzufärben. Den Superstars andere Kleidungsstücke hinzuzufügen geht jedoch nicht.
Einzug
Der Spieler kann alle Einzüge, sowohl von voreingestellten als auch von erstellten Wrestlern sowie Tag Teams und Stables verändern. Hierbei kann er einfache Einstellungen verwenden, die nur zur Verfügung gestellte Elemente wie Bewegungen verändern oder aber eine erweiterte Einstellung, wodurch er den Einzug des Superstars in vier verschiedenen Blöcken umgestalten kann (Bühne, Rampe, Ring-in und Ring). Zudem kann der Spieler Effekte wie TV-Special Effects (z. B. das Abspielen des TitanTron-Videos im Vollbildmodus oder aber die Einfärbung in einer bestimmten Farbe sowie Farbgruppe) und Feuerwerke einstellen, die er nach Belieben auslösen kann. Allerdings lassen sich pro Einzug nur zwei Feuerwerke einstellen.
Des Weiteren gibt es die Möglichkeit, für erstellte Wrestler ein Einzugsvideo zu erstellen. Der Spieler gibt hierbei den Text in einer beliebigen Farbe und ein Logo vor. Die Videothemen sind voreingestellt und auf bestimmte Gimmicks zugeschnitten (z. B. König, Bodybuilder oder Patrioten aus verschiedenen Ländern wie den USA, Kanada, Großbritannien, Japan oder der Volksrepublik China).
Movesets
Der Spieler hat die Möglichkeit, die Movesets von allen Wrestlern und Diven im Spiel nach Belieben zu verändern. Jedes Moveset der Wrestler ist im Spiel vorhanden, extra dazu gibt es Movesets von bestimmten Wrestlern, die ehemals bei WWE aufgetreten sind, z. B. Kurt Angle, Hulk Hogan oder Jeff Hardy. Sollte der Spieler einen DLC-Wrestler herunterladen, wird sein Moveset hinzugefügt.
Special Moves
Der Spieler kann sich einen Move erstellen und diesem einen Wrestler in der Moveset-Erstellung zuweisen. Dabei hat er die Möglichkeit einen Griffmove von vorne auszuwählen, einen Move in der Ecke oder eine Aktion vom Top Rope. Dabei kann der Spieler aus einer Vielzahl von Anfangsstellungen auswählen, um den Move weiter zu bearbeiten.
Szenario
Der Spieler kann eigene Storylines kreieren. Er kann dabei auf bestimmte Situationen zugreifen, die vor, während oder nach dem Match passieren können. Außerdem lassen sich so auch Backstage-Segmente kreieren, die den Verlauf der Storyline weitererzählen. Der Spieler hat dabei die Möglichkeit, verschiedene Entscheidungen zu erstellen, die das Szenario dynamischer gestalten. Er muss für jedes Szenario den Ort, die Akteure und die Siegesbedingungen in einem Match festlegen. Der Spieler schreibt ebenso die Texte, um so eine Konversation zu simulieren. Fluch- und Schimpfwörter werden vom Spiel automatisch zensiert.
Arena
Der Spieler kann 50 eigene Arenen erstellen, in denen die Matches später stattfinden. THQ und Yukes haben diese Erstellungsmöglichkeit ausgebaut. Konnte man im Vorgänger nur den Ring und den Ringbereich verändern, so kann der Spieler hier auch die Bühne und die Rampe zum Ring nach Belieben gestalten. Als Vorlage gelten hierbei alle Arenen, die diesem Spiel beiliegen. Zusätzlich wurden zwei eigens erstellte Bühnenbilder hinzugefügt.
Logo
Der Spieler kann 20 Logos im Bitmap-Modus kreieren. Diese Logos können für T-Shirts, Arenen und Tätowierungen genutzt werden. Es gibt zwei Leinwände in den Größen von 128 × 128 oder 256 × 256 Pixel. Der Spieler muss für einen Superstar oder eine Arena immer Logos der gleichen Größe verwenden.
WWE Highlights
Der Spieler kann sich sein eigenes Highlight-Video zuschneiden. Die dafür notwendigen Videoausschnitte müssen in Matches aufgenommen werden (dies erkennt man während des Matches am WWE Live-Symbol, welches unten links am Bildschirm zu sehen ist). Es stehen mehrere Effekte und Einblendungen zur Verfügung. Der Spieler hat die Möglichkeit, sein Video direkt auf YouTube hochzuladen.

### Online-Modus und Community-Bereich
Das Spiel verfügt über einen Onlinemodus. Hierbei können Spieler weltweit gegeneinander antreten, entweder in Ranglistenkämpfen, wo die Gegner zufällig ermittelt werden oder im Nicht-Ranglisten-Bereich, wo man sich untereinander auch zu Matches einladen kann. Rang 15 ist der höchste Online-Rang, den ein Spieler erreichen kann, dafür sind über 1,5 Millionen Punkte notwendig. Punkte gibt es nur ein Ranglistenkämpfen nach jedem Match. Die erreichte Anzahl an Punkten werden durch bestimmte Variablen ermittelt z. B. Sieg oder Niederlage, Spannung durch Nearfalls oder spektakulären Aktionen oder den Straflevel des Spielers. THQ steht wegen des Online-Modus in der Kritik, da die Server häufig sehr instabil ist und Strafpunkte trotz einer unbeabsichtigten Trennung der Verbindung wie z. B. eines Serverausfalls fällig werden. Der Spieler kann seine Statistiken im gleichnamigen Punkt des Online-Modus-Menüs einsehen.
Im Community-Bereich haben die Spieler die Möglichkeit, ihre erstellten Sachen wie Superstars, Arenen, Screenshots, Logos, Finishing Moves oder Szenarien hochzuladen und durch andere bewerten zu lassen. Gleichzeitig lassen sich auch Kreationen von anderen Spielern weltweit runterladen. Der Spieler kann auswählen, ob er einer weiteren Bearbeitung und einem erneuten Upload durch andere Nutzer zustimmt oder nicht.

## Roster
| - aktuelle Superstars und Diven - Alberto Del Rio - Alicia Fox - Beth Phoenix - Big Show - Booker T - Brie Bella - Brock Lesnar - Brodus Clay - Chris Jericho - Christian - CM Punk - Cody Rhodes - Daniel Bryan - David Otunga - Dolph Ziggler - Edge - Epico - Eve - The Great Khali - Heath Slater - Hunico - Jack Swagger - John Bradshaw Layfield - Jinder Mahal - John Cena (als aktueller Superstar und einem Attire aus dem Jahr 2004) - John Laurinaitis - Justin Gabriel - Kane - Kelly Kelly - Kevin Nash - Kharma - Kofi Kingston - Mark Henry - The Miz - Nikki Bella - Primo - Randy Orton - Rey Mysterio - The Rock - R-Truth - Santino Marella - Sheamus - Sin Cara - Ted DiBiase - Triple H - The Undertaker - Wade Barrett - Zack Ryder | - Attitude-Wrestler und Diven: - Animal - Big Boss Man - Billy Gunn - Bradshaw (Acolytes- und APA-Attire) - Bret „Hitman“ Hart - Davey Boy Smith - Chris Jericho (Attire aus dem Jahr 1999) - Christian (Attire aus dem Jahr 1999) - Eddie Guerrero - Edge (Attire aus dem Jahr 1999) - Faarooq - Godfather - Hawk - Kane (Attire aus den Jahren 1997 bis 1999) - Ken Shamrock - Lita (Normale Attire und eins aus dem Jahr 2000) - Mark Henry (Attire aus dem Jahr 1998) - Mick Foley (als Cactus Jack, Mankind und Dude Love) - Paul Wight - Road Dogg - The Rock (Attire aus den Jahren 1998 und 1999) - Shane McMahon - Shawn Michaels - Stephanie McMahon - Stone Cold Steve Austin - Triple H (Attire aus dem Jahr 1999 sowie als Hunter Hearst-Helmsley) - Trish Stratus - Undertaker (Attire aus den Jahren 1997 und 1998) - Vader - Vince McMahon - X-Pac | - Wrestler und Diven, die als DLC zur Verfügung gestellt wurden: - AJ - Antonio Cesaro - Brian Pillman - Chainsaw Charlie - Damien Sandow - Diamond Dallas Page - Drew McIntyre - Gangrel - Grand Master Sexay - Goldust - Jey Uso - Jimmy Uso - Layla - "Iron" Mike Tyson - Natalya - Rikishi - Ryback - Scotty 2 Hotty - Tensai - The Undertaker (Ministry of Darkness-Attire) - Val Venis - Yoshi Tatsu |

Als Manager sind zusätzlich die NPCs Ricardo Rodríguez und Paul Bearer verfügbar.

## Matcharten
| - 1 gegen 1 - Normales Match - Extreme Rules - Hell in a Cell - Inferno Match - Iron Man - Ladder - Last Man Standing - Steel Cage - Submission - Table - TLC - I quit Match | - 2 gegen 2: - Normales Tag Team-Match - Tornado Tag Team - Tornado Tag Team Extreme Rules - Tornado Tag Team Hell in a Cell - Tornado Tag Team Ladder - Tornado Tag Team Steel Cage - Tornado Tag Team Table - Tornado Tag Team TLC - Tag Team Elimination Match - Tornado Tag Team Elimination Match - Table Tornado Tag Team Elimination Match - Mixed Tag Team Match | - Triple Threat: - Normales Triple Threat-Match - Triple Threat Extreme Rules - Triple Threat Hell in a Cell - Triple Threat Ladder - Triple Threat Steel Cage - Triple Threat Table - Triple Threat TLC | - Fatal 4 Way: - Normales Fatal 4 Way Match - Fatal 4 Way Battle Royal - Fatal 4 Way Extreme Rules - Fatal 4 Way Hell in a Cell - Fatal 4 Way Ladder - Fatal 4 Way Steel Cage - Fatal 4 Way Table - Fatal 4 Way TLC |

| - 6-Man: - Normales 6 Men-Tag Team Match - Armageddon-Hell in a Cell - Battle Royal - Elimination Chamber - Elimination Chamber Tag Team - Money in the Bank-Ladder Match | - Handicap: - 1 gegen 2-Tag Team - 1 gegen 2-Tornado Tag Team - 1 gegen 3-Tag Team - 1 gegen 3-Tornado Tag Team - 2 gegen 3-Tag Team - 1 gegen 3-Gauntlet | - Spezial: - Titelkampf - 1 gegen 1 mit Sonder-Ringrichter - 2 gegen 2 mit Sonder-Ringrichter - Triple Threat mit Ringrichter - Fatal 4-Way mit Ringrichter - Championship Scramble - 1 gegen 1 Backstage Brawl - 2 gegen 2 Backstage Brawl - 1 gegen 2 Backstage Brawl - 1 gegen 3 Backstage Brawl - Triple Threat Backstage Brawl - Fatal 4-Way Backstage Brawl - 10-Man Royal Rumble - 20-Man Royal Rumble - 30-Man Royal Rumble - 40-Man Royal Rumble - 1 gegen 1 mit selbsterstellten Regeln - 2 gegen 2 mit selbsterstellten Regeln - Triple Threat mit selbsterstellten Regeln - Fatal 4-Way mit selbsterstellten Regeln - 6-Man mit selbsterstellten Regeln - Handicap mit selbsterstellten Regeln | - King of the Ring - 4 Man oder 4 Diva - 8 Man oder 8 Diva - 16 Man oder 16 Diva - Turnier mit bestimmten Matcharten |